# Līvāni
Līvāni  est une ville de la région de Vidzeme en Lettonie. Elle compte 2 800 habitants en 2016 pour une superficie de 4,7 km2.

## Géographie
Līvāni est située à la confluence de la rivière Dubna et du fleuve Daugava à environ 170 km de Riga. Les routes route A6 et route P63 ainsi que la ligne de chemin de fer Riga-Daugavpils traversent la localité.

## Histoire
La localité Lievenhof est fondée en 1533 par la famille Lieven et sera ainsi appelée du nom de ses fondateurs. Elle est parfois appelée aussi Limehnen, Libenen ou Livenen. Elle fait partie du Duché de Livonie entre 1561 et 1629. Le statut de bourgade lui est attribué en 1824, alors sous Empire russe.
Un grand essor économique survient après la construction du chemin de fer en 1961. A la même époque, on construit également une nouvelle église en pierres. En 1872, commence son travail l'usine de cellulose de baron Nikolas von Korff, puis, en 1887, la verrerie appartenant au marchand Julius Foges.

## Personnalités
- Ilona Jurševska (1970-), femme politique lettonne
- Juris Kulakovs (1958-), musicien

## Galerie

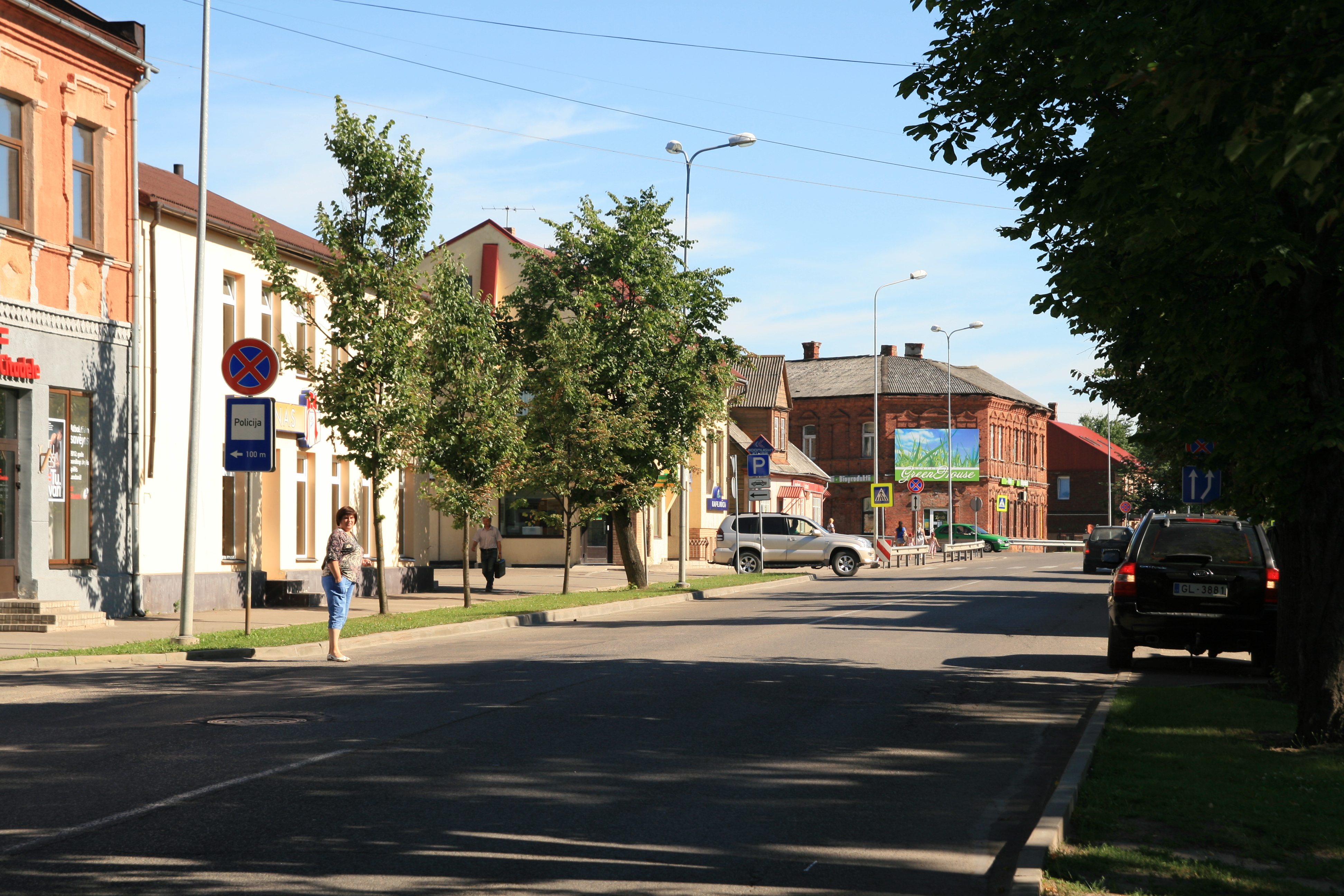
Centre de Livani
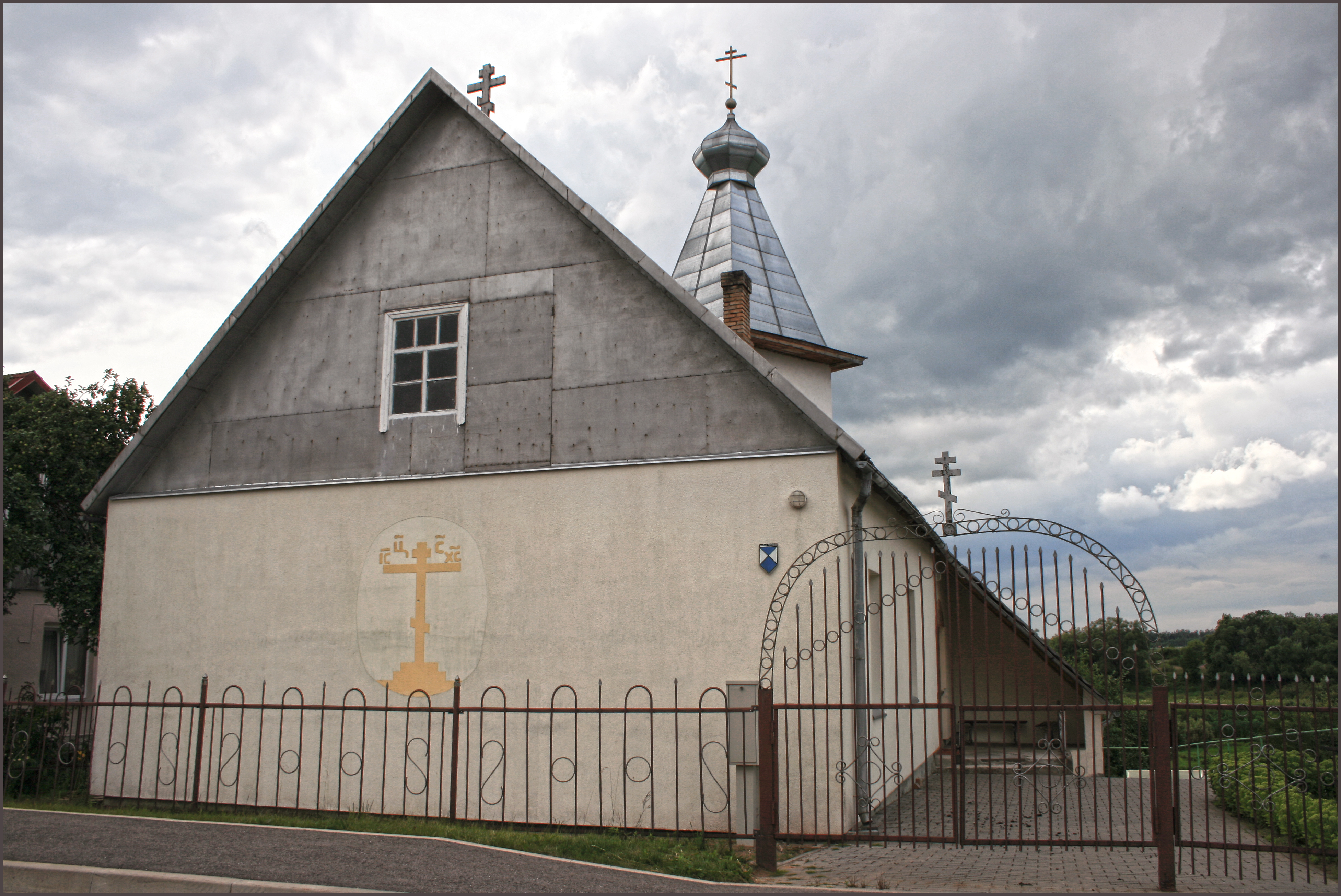
Église des vieux-croyants
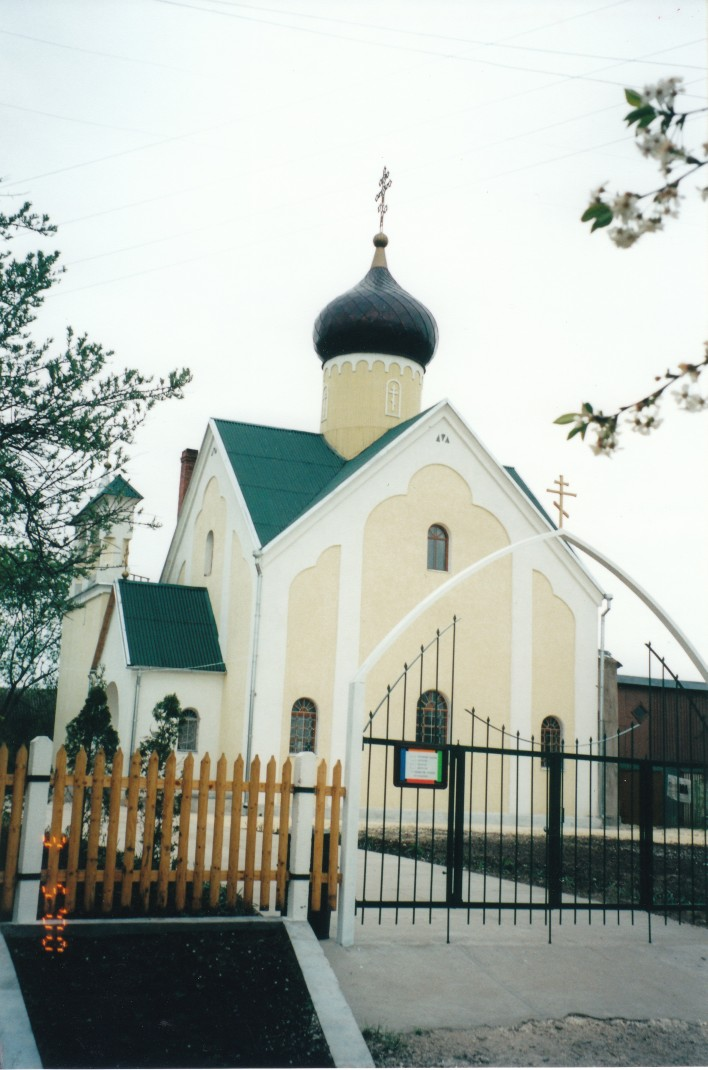
Église orthodoxe de l'icône de Notre-Dame de Vladimir
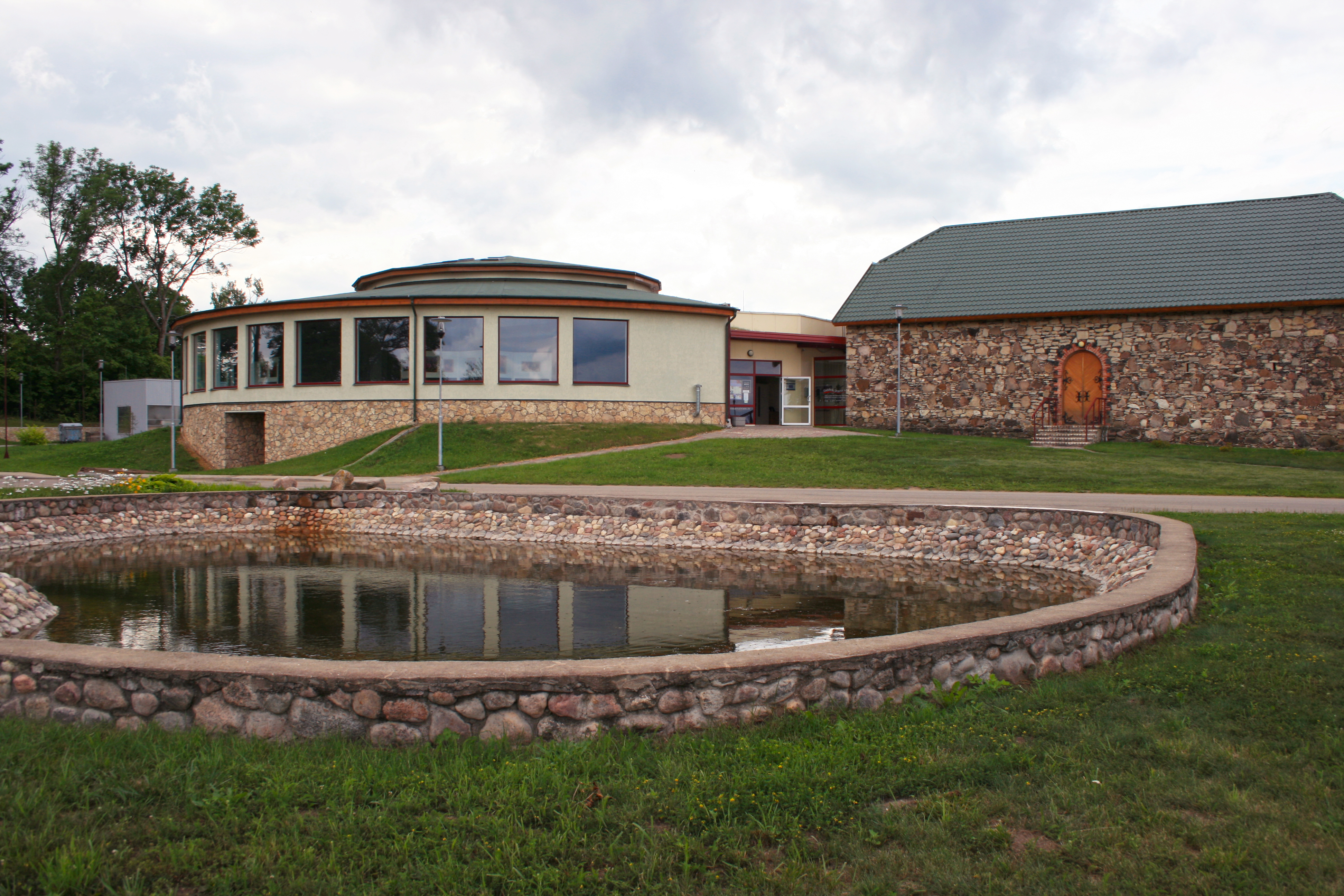
Centre culturel et artistique
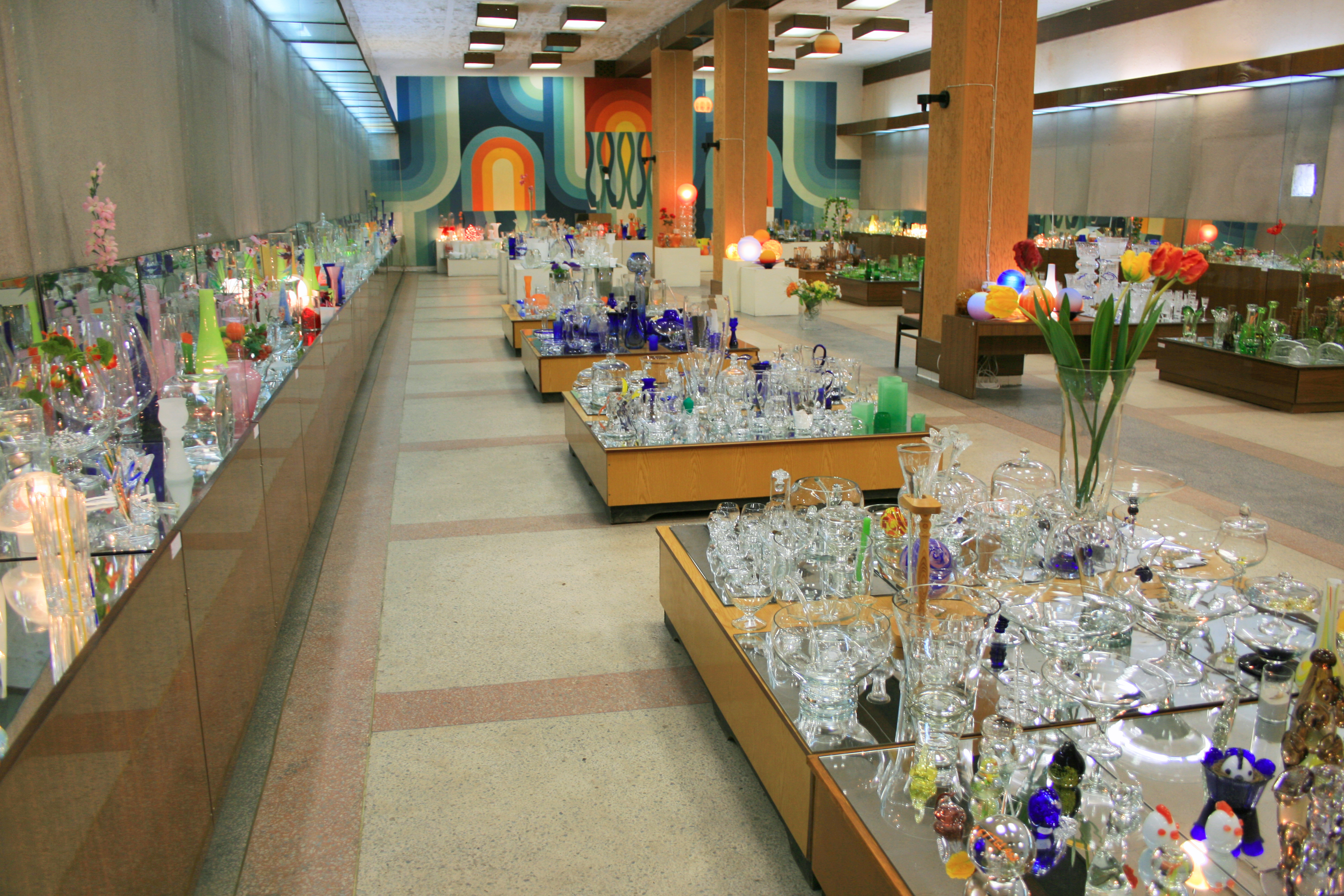
Musée de la verrerie de Livani
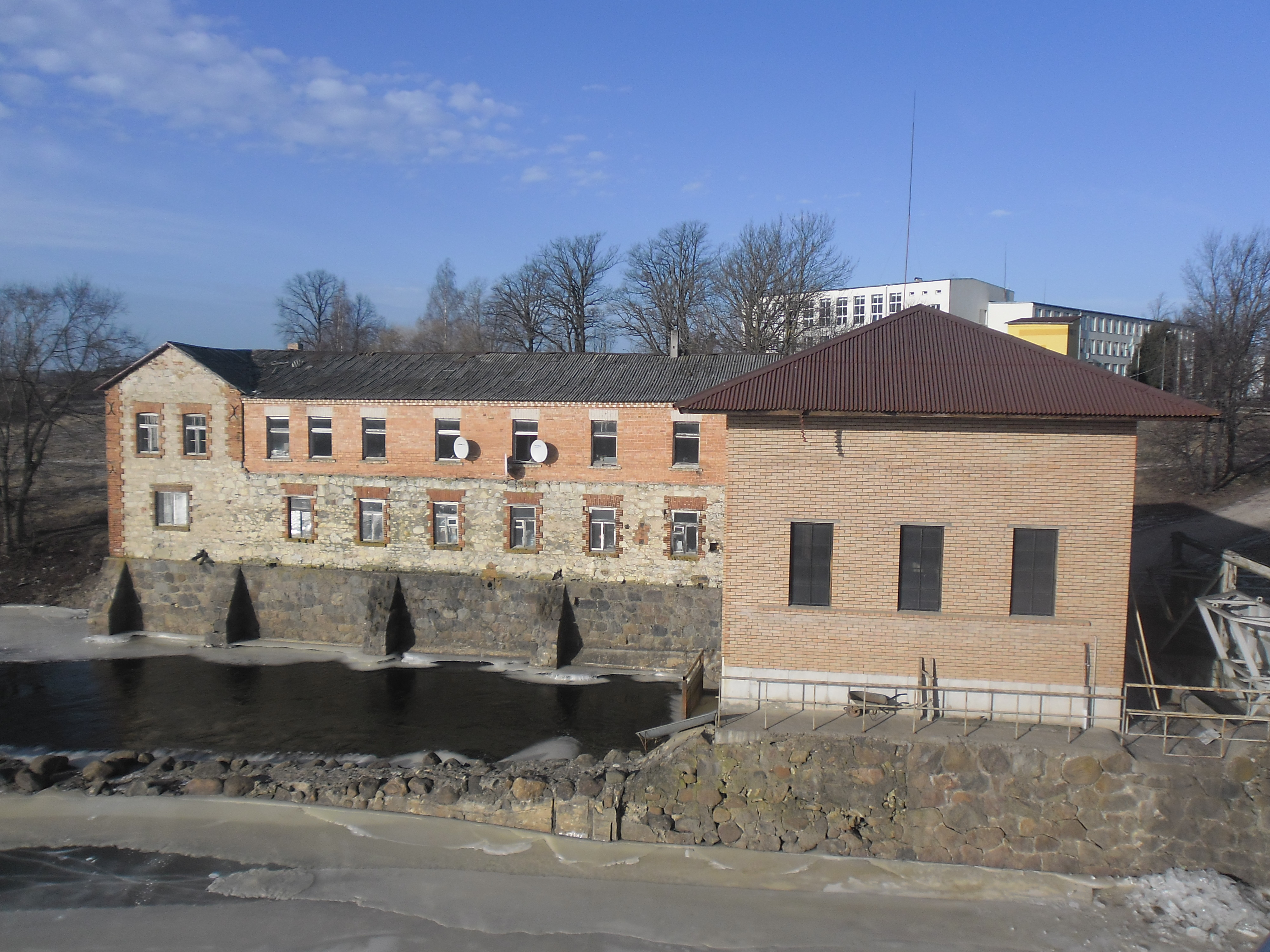
Moulin à eau.
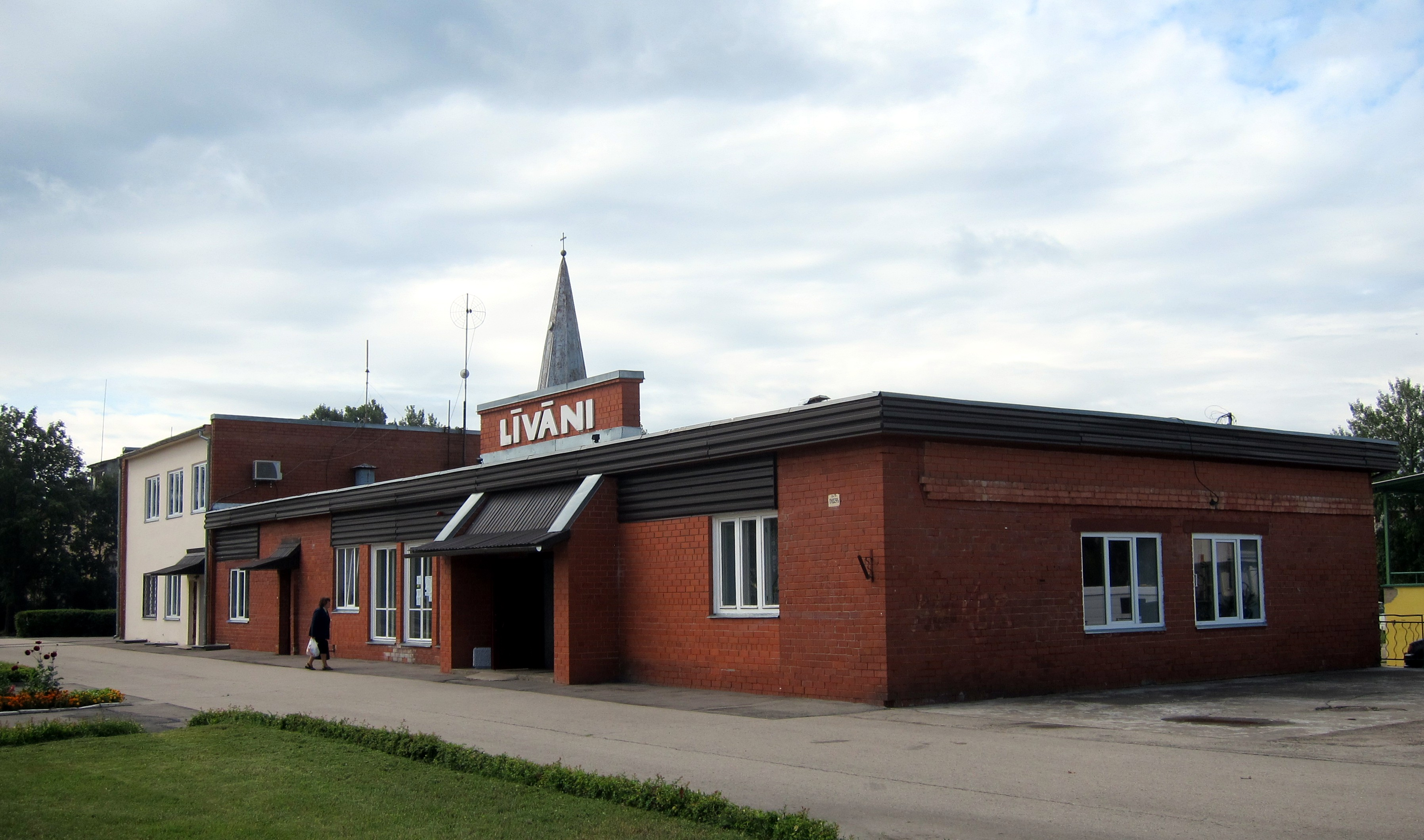
Gare routière de Līvāni.
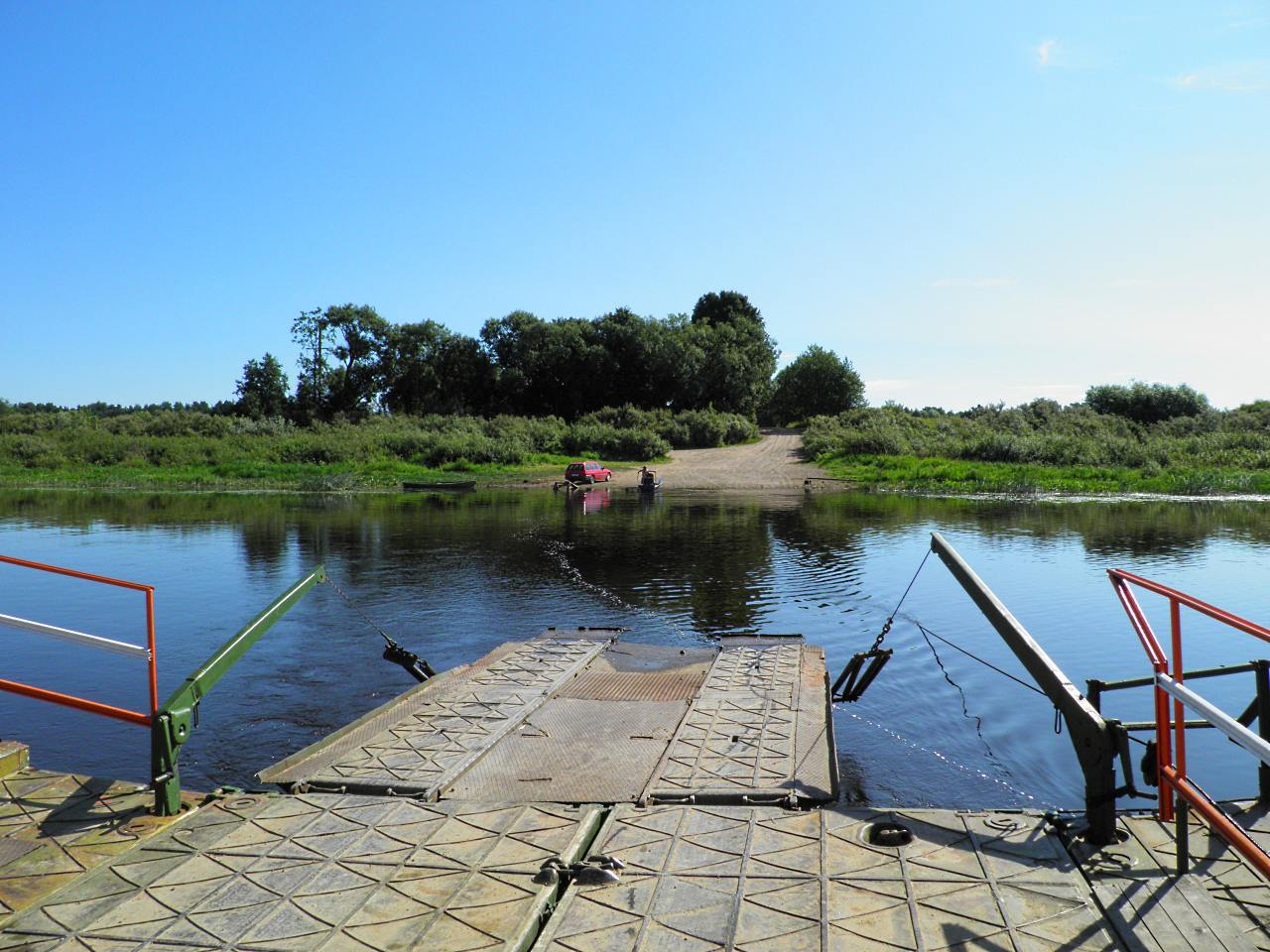
Point de traversée de la Daugava.